# Тюсмень
Тюсмень (рос. Тюсмень) — присілок у Венгеровському районі Новосибірської області Російської Федерації.
Входить до складу муніципального утворення Петропавловська 2-а сільрада. Населення становить 95 осіб (2010).

## Історія
Згідно із законом від 2 червня 2004 року органом місцевого самоврядування є Петропавловська 2-а сільрада.

## Населення
| 2002 | 2007 | 2010 |
| ---- | ---- | ---- |
| 142  | ↘121 | ↘95  |